# Fujiwara no Tomoie
Fujiwara no Tomoie (藤原知家; 1182 – 1258) è stato un poeta giapponese waka del tardo periodo Heian e il primo periodo Kamakura.
Suo nonno era Fujiwara no Shigeie e suo zio era Fujiwara no Ariie, suo figlio era Kujō Yukiie. È considerato uno dei Trentasei nuovi immortali della poesia (新三十六歌仙 Shin Sanjūrokkasen).
Nel 1193 fu nominato shōgoi e nel 1195 governatore della provincia di Mimasaka. Intorno al 1219 fu promosso a jusanmi e nel 1229 a shōsanmi. Nel 1238 si ammalò gravemente e divenne monaco buddista prendendo il nome di Renshō (蓮性), morì nel 1258.
Era il fratello maggiore di Fujiwara no Akiuji.
Come poeta, partecipa a diversi concorsi di poesia waka (utaawase) nel 1215, 1216, 1218, 1229, 1232, 1235, 1246 e 1247. Alcune delle sue poesie sono incluse in antologie imperiali tra cui lo Shin Kokin Wakashū.